# Martaban (miasto)
Martaban (birm. မုတ္တမမြို့ /moʊʔtəma̰ mjo̰/; mon. မိုဟ် တၟံ /mùh mɔʔ/; ang. Mottama) – miasto w południowej Birmie, w stanie Mon, dystrykcie Thatôn, okręgu miejskim Paung.
Martaban położony jest na północnym brzegu rzeki Saluin, naprzeciw Mulmejn, z którym połączony jest mostem drogowo-kolejowym.

## Historia

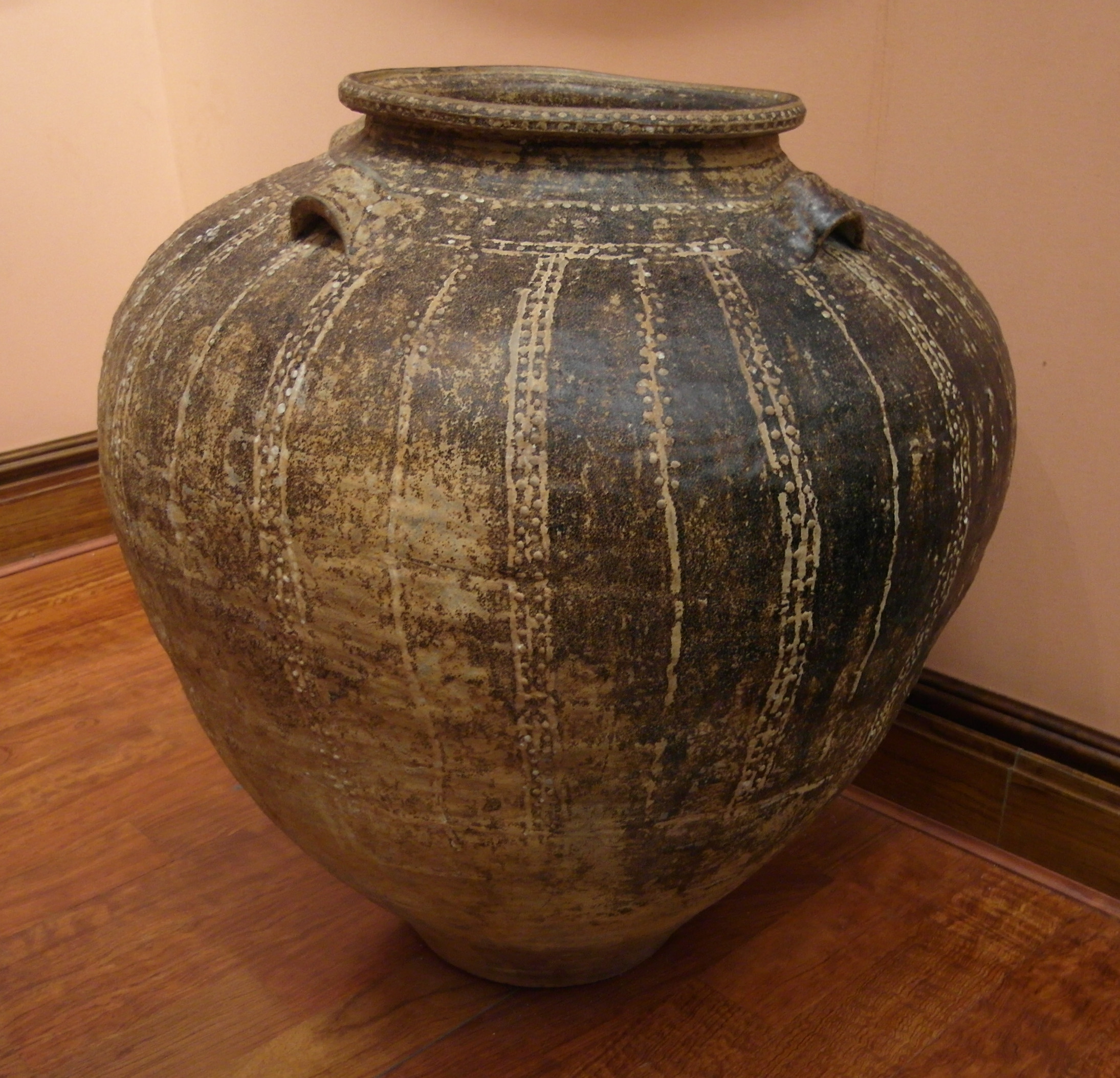
Dzban z Martabanu

W roku 1281 władcą Martabanu został Wareru. Uczynił on miasto w roku 1287 pierwszą stolicą stworzonego przez siebie mońskiego Królestwa Hanthawaddy. Funkcję tę Martaban pełnił do roku 1363, kiedy po przejęciu kontroli nad miastem przez buntowników stolica została przeniesiona do Donwun. W roku 1541 miasto zostało zdobyte i spalone po siedmiomiesięcznym oblężeniu przez birmańskie wojska Tabinshwehtiego. Zarówno po stronie atakujących, jak i obrońców Martabanu występowali wówczas portugalscy najemnicy. W 1852 roku, po II wojnie brytyjsko-birmańskiej, miasto dostało się pod panowanie brytyjskie.
W okresie od XIII do XVII wieku po Chr. Martaban był ważnym portem i centrum handlowym, stanowiąc zarówno morskie okno na świat dla handlu birmańskiego, jak i początek lądowego szlaku handlowego do królestwa Syjamu. Z tego względu w latach 1519-1613 Portugalczycy prowadzili w Martabanie swoją stację handlową. W okresie tym miasto było znane między innymi z eksportu glinianych dzbanów (ang. Martaban jars). Dzbany te odnajdowane są współcześnie na terenach sięgających Chin, Japonii, Filipin i Portugalii . Inne towary przechodzące w tym czasie przez Martaban to rubiny z Górnej Birmy, laka, wosk, kość słoniowa, rogi nosorożców, ołów, cyna, pieprz, wino palmowe, kamfora i chińska porcelana. Znaczenie miasta znacznie zmalało w XVIII wieku, gdy Anglicy uzyskali kontrolę nad szlakiem morskim przez cieśninę Malakka.